# Mewa (dramat)
Mewa (ros. Чайка trans. ros. czajka) – dramat Antona Czechowa wydany w 1895 r.

## Powstanie i pierwsze spektakle
Prapremiera tego dramatu w czterech aktach odbyła się w 1896 r. w petersburskim Teatrze Aleksandryjskim, niedługo po wydaniu dzieła w Moskwie. Na premierze w Petersburgu rolę Niny odegrała Wiera Komisarżewska. W 1897 r., również w Moskwie, została wydana przerobiona wersja. W 1898 r. Stanisławski wystawił ją wspólnie z Czechowem w Moskiewskim Akademickim Teatrze Artystycznym. Olga Knipper zagrała Arkadinę, Konstanty Stanisławski – Trigorina, a Wsiewołod Meyerhold – Trieplewa.  Teatr przyjął jako swoje logo mewę.

## Treść
Akcja sztuki rozgrywa się na rosyjskiej wsi na przełomie XIX i XX w.  Goście na folwarku nudzą się: denerwują się drobnymi przytykami i zamieniają sobie nawzajem życie w piekło. 
Syn aktorki Ireny Arkadiny, Konstanty Gawryłowicz Trieplew, pragnie zostać pisarzem. Napisał drobną sztukę teatralną, która ma zostać odegrana wieczorem na prowizorycznej scenie przed gośćmi. Główną rolę ma zagrać Nina – ukochana i muza Konstantego.  Trieplew cierpi pod wpływem ciągłej krytyki matki, która  wątpi w jego talent literacki. Jej przyjaciel, Borys Aleksiejewicz Trigorin, również jest pisarzem i osiągnął już znaczne sukcesy. Matka wciąż się na niego powołuje, gdy chce osłabić wiarę w siebie i swoją pracę Konstantego. Podczas wystawiania sztuki Trieplewa dochodzi w końcu do skandalu, między matką a synem dochodzi do kłótni. Coraz bardziej widać, że Nina odczuwa sympatię do Trigorina, do jego uroku i sukcesu, którego Trieplew dotąd nie może osiągnąć. Gdy Arkadina i Trigorin wyjeżdżają z powrotem do Moskwy, Nina opuszcza Trieplewa i przyłącza się do Trigorina, aby odtąd grać u jego boku. 
Mijają dwa lata i Trieplew jest odnoszącym sukcesy pisarzem, ale odczuwa samotność.  Nieoczekiwanie znowu pojawia się Nina. Rozczarowana Trigorinem, opuściła go. Jako aktorka osiągnęła tylko nieznaczny sukces. Wyobrażała sobie życie w Moskwie zupełnie inaczej.  Próbując spełnić swoje marzenia, poniosła klęskę.  Mimo to nie chce wrócić do Trieplewa i porzuca go ponownie.  Trieplew wprawdzie odniósł upragniony sukces jako pisarz, ale doznał porażki w rzeczywistości.  W finale Konstanty popełnia samobójstwo strzelając do siebie z pistoletu.

## Sztuka
Czechow sam opisał sztukę jako komedię.  Komedia być może w sensie komedii ludzkiej, jako rozmyślanie nad ludzkim bytem.  Jest to również refleksja nad grą w teatrze.